# Mario José García
Mario José García Rodríguez (Madrid, 1983. július 15. –) világbajnoki ezüst- (2009) és bronzérmes (2007) és Európa-bajnoki bronzérmes (2006) spanyol válogatott vízilabdázó, a Real Canoe Natación Club játékosa.